# فرانسيسكو بيانكي
فرانسيسكو بيانكي (بالإنجليزية: Francesco Bianchi)‏ (و. 1447 – 1510 م) هو رسام، ولد في فيرارا، توفي في مودينا، عن عمر يناهز 63 عاماً.